# Maxime à Vyborg
Série Trilogie de Maxime
Le Retour de Maxime
(1937)
Pour plus de détails, voir Fiche technique et Distribution.
Maxime à Vyborg (en russe : Выборгская сторона), connu aussi sous le titre Les Faubourgs de Viborg, est un film soviétique en noir et blanc réalisé par Grigori Kozintsev et Leonid Trauberg, sorti en 1938 et produit par la société de production cinématographique Lenfilm.
Ce film est la dernière partie de la trilogie sur la vie de Maxime, jeune ouvrier d'usine. Il est également sorti aux États-Unis sous le titre New Horizons.

## Synopsis
Les événements se déroulent à Vyborg, la partie historique de Saint-Pétersbourg située sur la rive droite de la Neva et de la Grande Nevka.
Après la révolution, Maxime est nommé commissaire, responsable de la banque de Petrograd. Il se présente tout d'abord auprès des anciens employés pour régler les choses à l'amiable, mais le personnel quitte les lieux en laissant les documents en désordre.
Pendant ce temps, son amie Natacha, commissaire elle aussi, préside la réunion du Comité révolutionnaire de Vyborg. Une foule de femmes avec enfants fait irruption dans les locaux alors qu'on y discute l'instauration des cartes d'approvisionnement. Natacha réussit à calmer les manifestants quand un couple d'ouvriers se présente, en lui demandant de baptiser leur nouveau-né, le pope refusant ses services aux partisans du nouveau régime. On organise une cérémonie improvisée à laquelle participe Maxime qui vient d'arriver. La joie générale est interrompue par la nouvelle de l'incendie des entrepôts. Le saboteur attrapé réussit à blesser Natacha qui s'apprêtait à l’interroger.
On réprime la tentative de pillage des entrepôts d'alcool organisé par l'anarchiste Platon Dymba. Parmi les pilleurs jugés se retrouve Yevdokia Kozlova, femme d'un soldat, mère de deux enfants. Elle est graciée, on lui attribue un nouveau logement. Touchée par l'indulgence des bolcheviks, elle dénonce les instigateurs des troubles, qui préparaient déjà un complot beaucoup plus important.
Maxime relève le défi de relancer le fonctionnement de la banque quand déjà il est mobilisé pour aller combattre les Allemands. Il fait ses adieux à Natacha et à Vyborg.

## Fiche technique
- Réalisateur : Grigori Kozintsev, Leonid Trauberg
- Assistant réalisateur : A. Karasev, V. Ivanov
- Cameraman : Andreï Moskvine, Gueorgui Filatov
- Assistant cameraman : Mikhaïl Aranychev, A. Zazouline
- Compositeur : Dmitri Chostakovitch[1]
- Production : Mikhaïl Chostak
- Décor : Vassili Vlassov, M. Fateeva, P. Gorokhov
- Son : Ilya Volk, Boris Khutoryansky
- Directeur adjoint : Gourvitch, Nadejda Kocheverova, Ilia Frez
- Montage : Vladimir Soukhobokov
- Maquillage : Anton Anjan, V. Sokolov

## Distribution
- Boris Tchirkov : Maxime
- Valentina Kibardina : Natacha
- Mikhaïl Jarov : l'anarchiste Platon Vassilievich Dymba
- Natalia Oujviy : Yevdokia Ivanovna Kozlova
- Youri Toloubeïev : Yegor Bugaï
- Anatoli Kouznetsov : commissaire petrogradois Andreï Turaïev
- Boris Zhukovsky : l'avocat de la défense
- Dmitri Doudnikov : Ropchine, membre du SR
- Aleksandr Chistyakov : Michtchenko
- Nikolaï Krioutchkov : le soldat
- Vassili Merkouriev : l'étudiant
- Mikheil Gelovani : Staline
- Leonid Lioubachevski : Iakov Sverdlov
- Maksim Schtrauch : Lénine
- Ivan Nazarov : Lapchine
- Boris Blinov : Anatoli Jelezniakov